# Punschkrapfen
Il punschkrapfen o punschkrapferl è un dessert austriaco composto da una base di pan di Spagna, cioccolato, confettura di albicocche e rum ricoperta da una glassa di zucchero.

## Storia
Nonostante le sue origini incerte, il punschkrapfen risulta inventato a Vienna durante il medioevo da parte degli Avari. Secondo altri fu invece introdotto nel territorio austriaco dagli Ottomani durante la Battaglia di Vienna. Il punschkrapfen è oggi molto popolare in Austria, e viene preparato nella maggior parte delle pasticcerie e panetterie del posto.